# Порт-Салют
Порт-Салют (гаит. креол. Pòsali) — прибрежная коммуна в южном департаменте, Гаити.
Расположена в юго-западной части страны на высоте 28 м. Площадь — 48,79 км². Население в 2015 году составляло 19 098 жителей.

## История
Коммуна связана с производством кофе в близлежащих горах. 

## Экономика
Преобладает местный и международный туризм.
Экономика связана с рыболовством, которое обслуживается местным портом. В 1960-х годах регион вернулся к выращиванию мя́тликовых для производством эфирного масла, которое экспортировалось в город Ле-Ке.
Популярное место отдыха среди местных гаитян, а также туристов, которые приезжают на прекрасные песчаные пляжи с видом на Карибское море. Пляж Дофине, один из самых известных пляжей на острове Гаити, расположен в Порт-Салют.

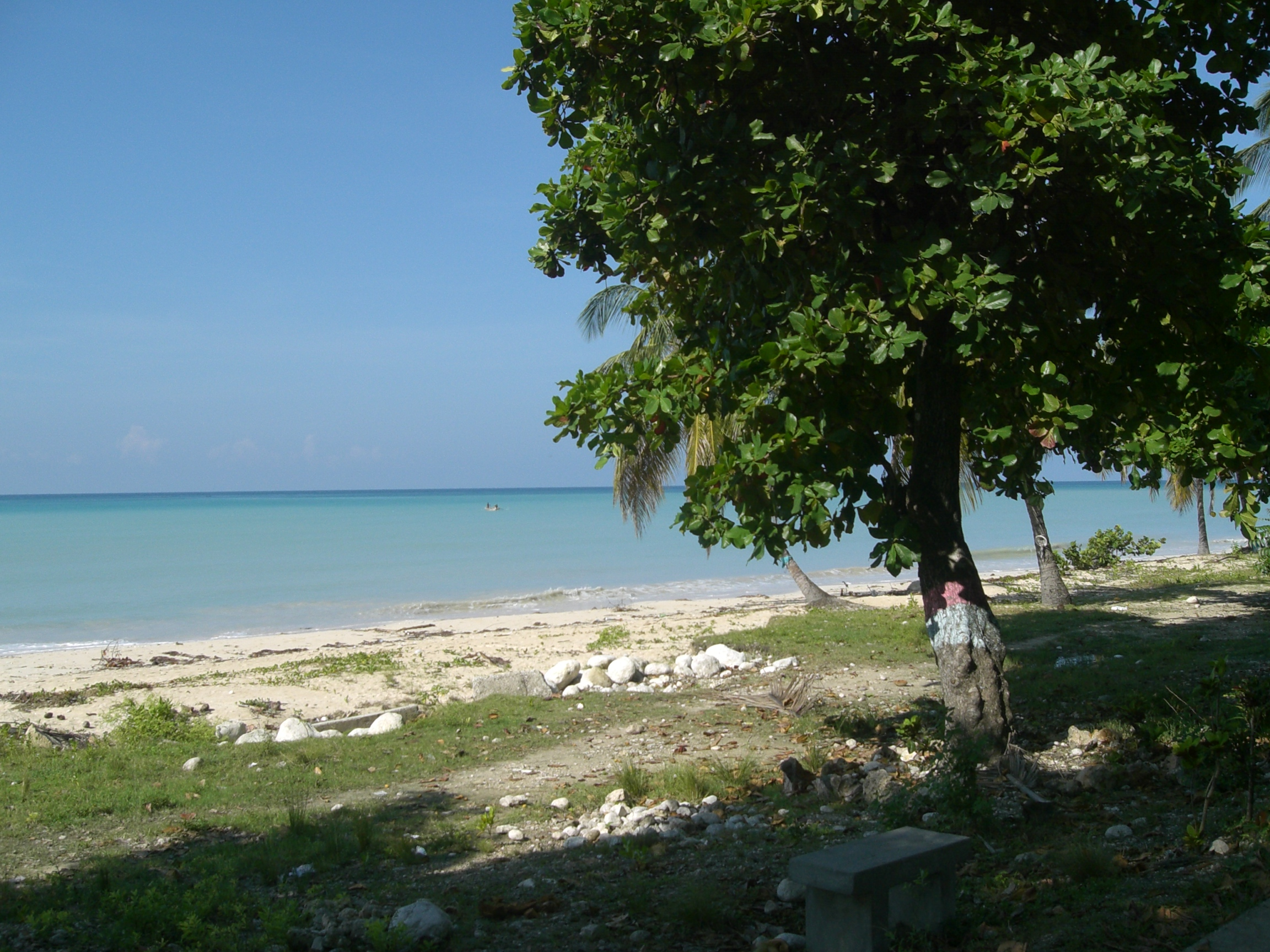
Пляж Порт-Салюта

## Известные уроженцы
- Аристид, Жан-Бертран — президент Гаити (1991, 1994—1996 и 2001—2004).
- Шересталь, Жан-Мари — премьер-министр Гаити (2001—2002),
- Эрар, Шарль — президент Гаити (1843—1844).